# Ashland (Alabama)
Ashland és una població dels Estats Units a l'estat d'Alabama. Segons el cens del 2007 tenia 1.873 habitants.

## Demografia
Segons el cens del 2000, Ashland tenia 1.965 habitants, 854 habitatges, i 519 famílies. La densitat de població era de 104,8 habitants per km².
Dels 854 habitatges en un 27,5% hi vivien nens de menys de 18 anys, en un 43% hi vivien parelles casades, en un 15% dones solteres, i en un 39,2% no eren unitats familiars. En el 37,5% dels habitatges hi vivien persones soles el 20% de les quals corresponia a persones de 65 anys o més que vivien soles. El nombre mitjà de persones vivint en cada habitatge era de 2,14 i el nombre mitjà de persones que vivien en cada família era de 2,8.
Per edats la població es repartia de la següent manera: un 21,1% tenia menys de 18 anys, un 8% entre 18 i 24, un 25,9% entre 25 i 44, un 22,2% de 45 a 60 i un 22,8% 65 anys o més.
L'edat mediana era de 41 anys. Per cada 100 dones hi havia 82,3 homes. Per cada 100 dones de 18 o més anys hi havia 76,9 homes.
La renda mediana per habitatge era de 23.469 $ i la renda mediana per família de 33.583 $. Els homes tenien una renda mediana de 24.715 $ mentre que les dones 18.500 $. La renda per capita de la població era de 13.927 $. Aproximadament el 12,2% de les famílies i el 19,9% de la població estaven per davall del llindar de pobresa.

## Poblacions properes
El següent diagrama mostra les poblacions més properes.